# Бугурусланский округ
Бугурусланский округ — административно-территориальная единица Средне-Волжской области (с 20 октября 1929 — Средневолжского края), существовавшая в 1928—1930 годах. Административный центр — город Бугуруслан.
Бугурусланский округ был образован 14 мая 1928 года. В него вошли территории упразднённого Бугурусланского уезда Самарской губернии.
30 июля 1930 года Бугурусланский округ, как и большинство остальных округов СССР, был упразднён. Его районы отошли в прямое подчинение Средневолжского края.

## Административное деление
Округ, по состоянию на 1929 год, был разделён на 12 районов:
- Абдулинский,
- Асекеевский,
- Байтугановский,
- Бугурусланский,
- Кинель-Черкасский,
- Клявлинский,
- Коровинский,
- Микушкинский,
- Пономаревский,
- Сергиевский,
- Сок-Кармалинский,
- Челновершинский.